# Tugaske (Saskatchewan)
Tugaske es un pueblo canadiense situado en la provincia de Saskatchewan.

## Superficie
Tugaske tiene una superficie de 0,75 km².

## Demografía
En 2021, tenía 79 habitantes, una densidad poblacional de 105,2 hab./km², y 53 viviendas.